# Cingétorix (Trévire)
Pour les articles homonymes, voir Cingétorix.
Ne doit pas être confondu avec Cingétorix (Britton).
Cingétorix, est un aristocrate trévire qui lutte pour la suprématie de son peuple, en Gaule au cours du Ier siècle av. J.-C.

## Famille
Il est le gendre d'Indutiomaros, son ennemi politique durant la guerre des Gaules[réf. nécessaire]. Son nom signifie « le roi des guerriers » en gaulois.

## Biographie
Le général romain Jules César le soutient contre son rival plus anti-romain, Indutiomaros. Cependant, Indutiomaros persuade son peuple de se joindre à la révolte dirigée par le chef éburon Ambiorix en 54 av. J.-C., déclare Cingétorix ennemi de la patrie et confisque ses biens. Cingétorix s'est présenté au légat de César, Titus Labienus, qui a vaincu et tué Indutiomaros lors d'un engagement de cavalerie. D'après Jules-César, les Trévires « donnèrent le commandement à ses [Indutiomaros] proches », et en 53 av. J.-C., ont de nouveau monté une campagne contre les troupes romaines conduites par Labienus. Les Trévires ont encore été vaincus. César écrit à ce moment-là, « Cingétorix qui, comme nous l'avons vu, était toujours resté dans le devoir, reçut le gouvernement suprême de sa nation. »[réf. nécessaire]
En 54 av. J.-C., à l'époque de la guerre des Gaules, Cingétorix et son beau-père, Indutiomaros, luttent pour la suprématie sur leur peuple, les Trévires. Ce peuple gaulois habite dans l’Est de Gaule et est organisé comme une république noble avec une aristocratie puissante et plusieurs dirigeants (principes).
Avant sa deuxième campagne en Bretagne, le général romain Jules César s'installe chez les Trévires, dont l'attitude semble très incertaine. Cingétorix prend immédiatement parti pour le puissant général romain et lui raconte également les activités des Trévires pendant que son antagoniste Indutiomaros se montre anti-romain. César résout pacifiquement le conflit de pouvoir des magistrats Trévires en donnant la suprématie à Cingétorix et en affaiblissant la position de son rival, qui devait octroyer 200 otages.
À l'hiver 54-53 av. J.-C., Indutiomaros soulève les Trévires et les peuples Belges voisins, y compris le roi éburon Ambiorix, se révoltent contre les Romains et permettent à Indutiomaros de déclarer son rival « ennemi de la patrie » et de récupérer ses biens. Cingétorix s'est échappé dans le camp du commandant de César, Titus Labienus. Après avoir vaincu deux fois les Trévires, tué Indutiomaros, soumis le peuple aux Romains, Cingétorix reçoit le gouvernement de son peuple en 53 av. J.-C. pour sa fidélité envers Jules César. Après cela, Cingétorix n'est plus mentionné dans les sources.